# Hinrichtung in der Powązkowska-Straße

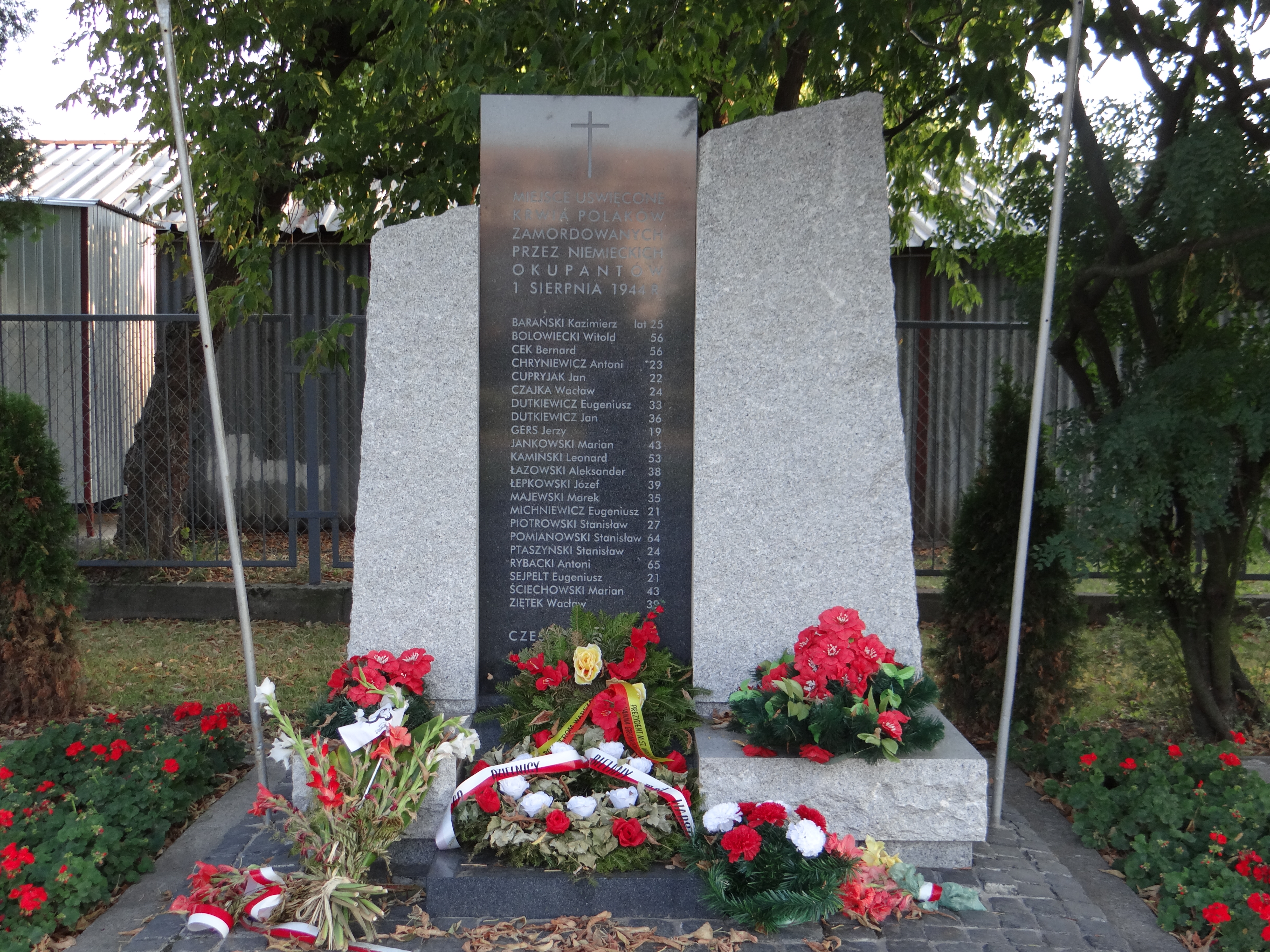
Das Denkmal zur Erinnerung an die Opfer der Hinrichtung.

Die Hinrichtung in der Powązkowska Straße war ein Massenmord an 22 Bewohnern des Warschauer Stadtteils Powązki (Gebiet im nordwestlichen Teil von Warschau, in zwei Bezirken: Wola und Żoliborz), der von deutschen Besatzungssoldaten am 1. August 1944 durchgeführt wurde. Die Hinrichtung, bei der die Männer, die im Haus in der Powązkowski Straße  41 wohnten, getötet wurden, war eines der ersten deutschen Verbrechen, die während der Niederschlagung des Warschauer Aufstandes begangen wurden.

## Präludium
Am 1. August begann in Powązki, so wie in ganz Warschau, der Warschauer Aufstand. Die fast 120-köpfige Gruppierung „Żyrafa“ (deutsch: Giraffe) der polnischen Heimatarmee (pol. Armia Krajowa) versuchte einen Angriff auf das von den Deutschen besetzte Fort Bema (der sogenannte Pionierpark) durchzuführen. Der Angriff brach jedoch unter dem Feuer deutscher Maschinengewehre zusammen, deren Nester auf einem Soldatenfriedhof in der Nähe standen. Teil der Gruppierung (die Einheit des Kapitäns „Sławomir“) musste sich in Powązki und im Dorf Chomiczówka verstecken.

## Verlauf der Hinrichtung
Nach der Abwehr des polnischen Angriffs beschlossen die Deutschen, sich an der Zivilbevölkerung zu rächen. Gegen 18:00 Uhr umzingelten die Soldaten der Garnison Fort Bema das Haus in der Powązkowski Straße 41, von dem aus die Aufständischen zwei Stunden früher die Deutschen im Haus gegenüber beschossen (in Folge dessen ein deutscher Offizier und ein Soldat getötet wurden). Die Bewohner des Hauses nahmen nicht an der Aufstandsaktion teil, ganz im Gegenteil, sie waren vom Ausbruch des Aufstandes überrascht. Die Deutschen jagten jedoch alle Zivilisten aus dem Haus fort und trieben sie dann in Richtung Fort Bema. Dort wurden die Polen in zwei Gruppen aufgeteilt – eine von Frauen und Kindern, die andere von Männern.
Einige Stunden später sprach ein deutscher Offizier zu den Inhaftierten und erklärte, dass von dem Haus aus, in dem sie lebten, deutsche Soldaten beschossen worden seien, infolge dessen zwei Deutsche getötet und einer verletzt worden sei. Dann wandte sich der Offizier an die Frauen und Kinder mit den Worten: „Ihre Väter, Banditenbrüder haben einen Offizier und einen deutschen Soldaten getötet und dafür werden sie erschossen“. Zum Schluss gab er bekannt, dass die Frauen und Kinder am Ort als Geiseln bleiben und erschossen werden, wenn die zum Tode Verurteilten versuchen würden, Widerstand zu leisten oder wegzulaufen.
Gleich nach dieser Rede nahmen deutsche Soldaten die Männer zum sogenannten Marsch an der Szosa Powązkowski in der Nähe von Fort Bema und der Kirche St. Josaphat. Es war gegen 22:30 Uhr. Am Ort suchten zwei Deutsche eine Person aus der Gruppe aus, die dann ein Dutzend Meter weiter mit einem Schuss in den Hinterkopf ermordet wurde. Personen, die Lebenszeichen gaben, wurde der Todesschuss versetzt. Nach der Hinrichtung kehrten die Soldaten nach Fort Bema zurück. Es ist zwei Männern – Władysław Bombel und Stefan Mielczarek (beide wurden verletzt) – gelungen, das Massaker zu überleben.
Laut der Quellen wurden in dieser Nacht 21 Bewohner des Hauses in der Powązkowski Straße 41 ermordet (im Alter von 18 bis 65 Jahren). Auf dem Denkmal, das nach dem Krieg am Ort der Hinrichtung errichtet wurde, stehen jedoch die Namen von 22 Opfern.

## Erinnerung
Im Jahre 1960 wurde am Ort des Verbrechens ein Kreuz aus Metall errichtet, auf dem sich eine Gedenktafel mit den Namen der Opfer befand. 2011 wurde die Erinnerungsstätte gründlich renoviert. Am Ort des Kreuzes wurde ein ganz neues Denkmal mit einer Höhe von 200 cm und einer Breite von 170 cm errichtet. Sein zentraler Teil bildet eine Steintafel, auf der die Namen von 22 Opfern stehen.